# Behat
Behat is een nagar panchayat (plaats) in het district Saharanpur van de Indiase staat Uttar Pradesh.

## Demografie
Volgens de Indiase volkstelling van 2001 wonen er 17.177 mensen in Behat, waarvan 54% mannelijk en 46% vrouwelijk is. De plaats heeft een alfabetiseringsgraad van 51%.